# ノフォムリ・タウモエフォラウ
ノフォムリ・タウモエフォラウ（Nofomuli Taumoefolau、1956年6月21日 - ）は、トンガ出身の元ラグビー選手。 

## プロフィール
- ポジションはウィング(WTB)。
- 日本代表キャップは15。
- トンガ代表の経験もあり、キャップ数は3。
- 妹の息子に同じくラグビー選手のホラニ龍コリニアシとホラニ龍シオアペラトゥーがいる。

## 経歴
1976年に日本のそろばんに感銘を受けたトンガ国王が日本への留学を奨励したため、ホポイ・タイオネ（元三洋電機）と共にトンガからのそろばん留学生第1号として1980年に来日し、1981年に大東文化大学に入学。当時、トンガにそろばんを紹介したのが、大東文化大学ラグビー部の部長だったため、大学入学後はラグビー部に所属し活躍した。大学卒業後は三洋電機でプレーし、1987年の第1回ラグビー・ワールドカップには日本代表として出場し、記念となる初のトライを決めた。2015年現在、埼玉工業大学学生課職員、及び同大学ラグビー部ヘッドコーチ。
2022年、ジャパンラグビーチャリティーマッチ2022のTONGA SAMURAI XVで団長を務める予定であった。